# Червенолика астрилда
Червеноликата астрилда (Cryptospiza reichenovii) е вид птица от семейство Estrildidae.

## Разпространение и местообитание
Разпространен е в Ангола, Бурунди, Екваториална Гвинея, Замбия, Зимбабве, Камерун, Демократична република Конго, Малави, Мозамбик, Нигерия, Руанда, Танзания и Уганда.